# Arcidiocesi di Armagh

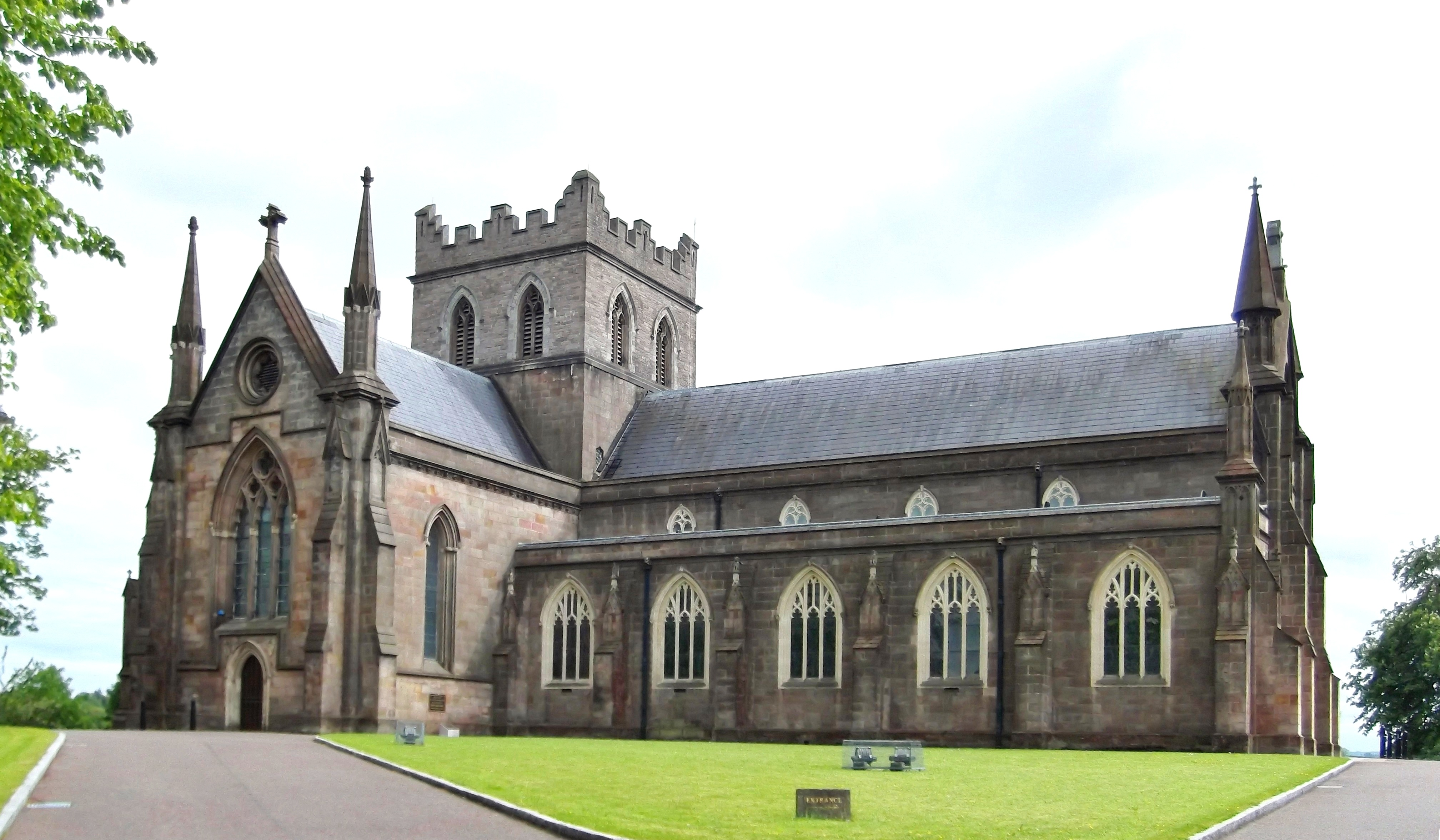
L'antica cattedrale cattolica di Armagh, ora chiesa anglicana.

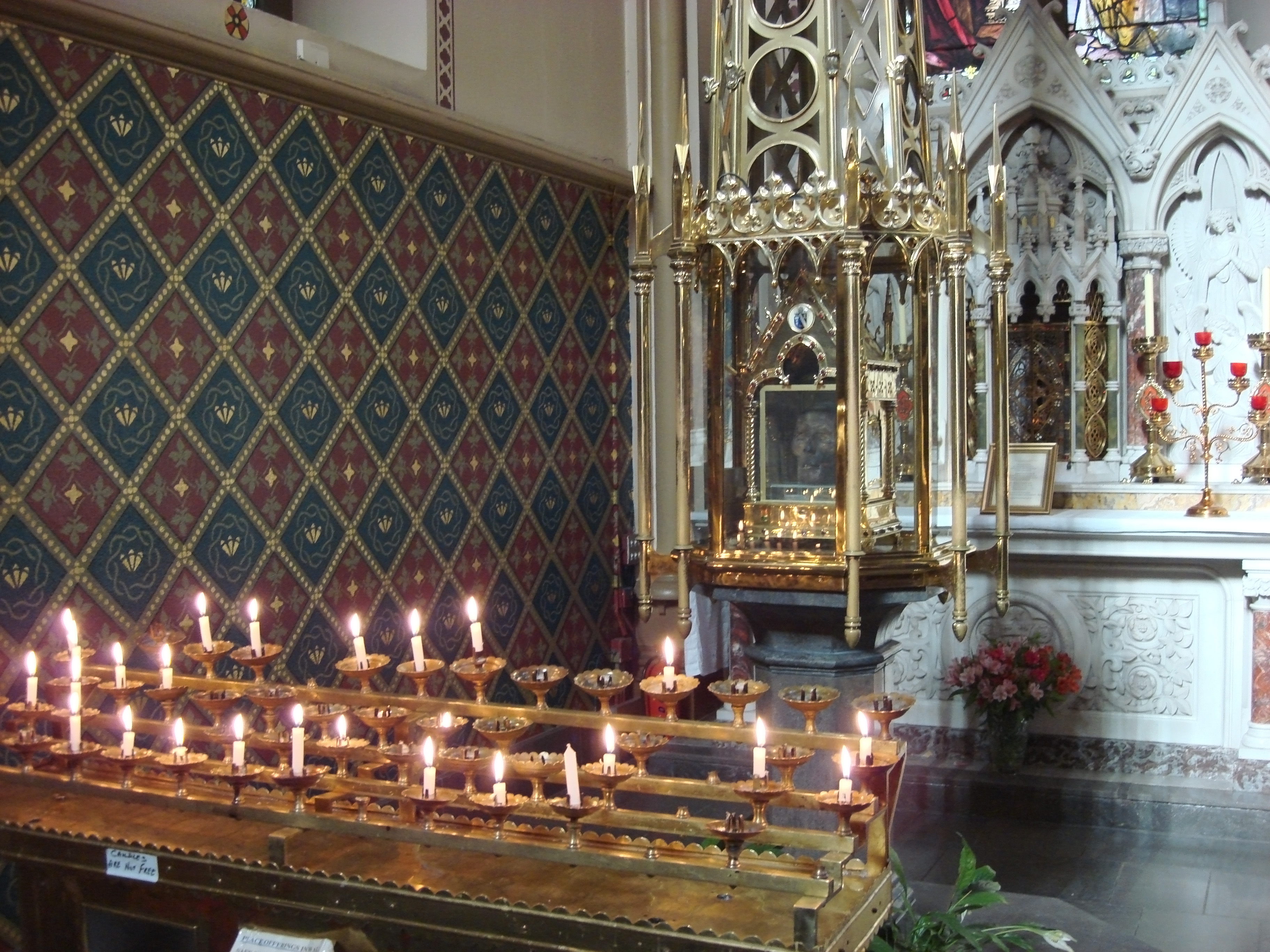
Il santuario nazionale dedicato a sant'Oliver Plunkett a Drogheda, all'interno della chiesa di San Pietro.

L'arcidiocesi di Armagh (in latino Archidioecesis Armachana) è una sede metropolitana della Chiesa cattolica in Irlanda. Nel 2023 contava 240.000 battezzati su 386.000 abitanti. È retta dall'arcivescovo Eamon Martin.
Gli arcivescovi di Armagh godono del titolo di primate di tutta l'Irlanda.

## Territorio
L'arcidiocesi comprende per intero la contea di Louth, nella Repubblica d'Irlanda, ed in parte le contee di Londonderry, Tyrone e Armagh, nell'Irlanda del Nord.
Sede arcivescovile è la città di Armagh, dove si trova la cattedrale di San Patrizio. A Drogheda sorge la chiesa di San Pietro, al cui interno si trova la cappella dedicata a sant'Oliver Plunkett, considerata santuario nazionale della Chiesa cattolica irlandese.
Il territorio si estende su 2.550 km² ed è suddiviso in 61 parrocchie.

### Provincia ecclesiastica
La provincia ecclesiastica di Armagh comprende 8 suffraganee:
- diocesi di Ardagh
- diocesi di Clogher
- diocesi di Derry
- diocesi di Down e Connor
- diocesi di Dromore
- diocesi di Kilmore
- diocesi di Meath
- diocesi di Raphoe

## Storia
L'arcidiocesi di Armagh fu eretta nel 445 e il primo vescovo fu san Patrizio, il patrono d'Irlanda. Fu lo stesso San Patrizio che costruì una prima chiesa di pietra e fondò una scuola famosa, che attrasse allievi anche da lontano. Nel 448 celebrò un sinodo, di cui ancora si conservano i canoni; in uno di questi furono poste le basi per riconoscere in Armagh la sede primaziale della Chiesa irlandese.
Nell'Alto medioevo i primati di Armagh avevano il diritto di compiere dei viaggi di riscossione per mantenere la grande scuola di Armagh, che si dice sia arrivata ad ospitare 7000 studenti. I viaggi si tenevano ad intervalli irregolari e in essi il primate si faceva precedere dalle reliquie di san Patrizio. Quest'usanza si interruppe quando la sede fu occupata da prelati di origine inglese nel XIII secolo.
Nell'XI secolo l'arcidiocesi fu usurpata per più di ottant'anni da laici, che governavano l'arcidiocesi tramite dei delegati ecclesiastici, ma che ne incameravano tutte le rendite. Fu san Bernardo di Chiaravalle a dare rilievo continentale a questo scandalo, che ebbe termine nel 1106 quando il laico san Cellach si fece consacrare vescovo
Fino al sinodo di Kells del 1152 che divise l'Irlanda in quattro province ecclesiastiche, l'arcidiocesi di Armagh era l'unica sede metropolitana dell'isola. A Kells la provincia ecclesiastica di Armagh comprendeva le diocesi di Connor, Down, Louth, Clonard, Kells, Ardagh, Raphoe, Rath Luraig, Duleek e Daruth.
Durante gli episcopati di Patrick O'Scanlan e di Nicholas McMaelisa, nella seconda metà del XIII secolo, fu portata a compimento la ricostruzione dell'antica cattedrale.
Dopo lo scisma anglicano, papa Paolo III depose l'arcivescovo George Cromer sospettato di eresia, che fu sostituito da Robert Wauchope, teologo rinomato, che prese parte al concilio di Trento. Nel 1553 il re Edoardo VI nominò Hugh Goodacre, un arcivescovo protestante che assunse il titolo di primate e si impossessò delle rendite dell'arcidiocesi. Da questo momento la sede primaziale d'Irlanda si scisse in due, una sede cattolica e una anglicana.
L'arcidiocesi visse un periodo molto travagliato fatto di persecuzioni e di martiri. Il vescovo Richard Creagh morì in carcere a Londra nel 1585 dopo diciott'anni di prigionia e di torture, il suo successore Edmund MacGauran morì in seguito ad una ferita nel 1594, Peter Lombard (1601-1625) e Hugh MacCawell (1626) non poterono fare ingresso nell'arcidiocesi e morirono entrambi a Roma.
A metà del XVII secolo l'arcivescovo Hugh O'Reilly guidò la rivolta antibritannica dei cattolici irlandesi. In un sinodo celebrato a Kells nel 1642 dichiarò legittima la guerra contro gli inglesi. Il suo successore Edmund O'Reilly (1657-1669) fu esiliato quattro volte e morì a Lovanio in Belgio. Dal 1669 al 1681 l'arcidiocesi fu retta da sant'Oliver Plunkett, che difese il diritto primaziale della sua arcidiocesi contro le pretese dell'arcivescovo di Dublino. Successivamente fu imprigionato sulla base di false accuse e morì martire, impiccato, annegato e squartato, in base a una sentenza pronunciata da un tribunale interamente protestante. Il suo successore Dominic Maguire fu esule dal 1691 e morì a Parigi nel 1707; in questo periodo la sede fu amministrata da un prete diocesano, Patrick O'Donnelly, che continuò ad amministrare Armagh anche quando fu nominato vescovo di Dromore nel 1697. La persecuzione britannica contro i cattolici non permise la presenza di un primate per 23 anni.
Nel 1719 due brevi di papa Clemente XI confermarono i diritti primaziali di Armagh. Ciò accadeva durante l'episcopato di Hugh MacMahon, che fu costretto a fuggire da un luogo all'altro e a celebrare all'aperto. Malgrado i tempi difficili, su richiesta del papa, scrisse lo Ius primaziale Armacanum, opera di carattere erudito per la difesa dei diritti primaziali di Armagh contro Dublino. A lui successe il nipote Bernard MacMahon (1737-1747), che dovette anch'egli nascondersi per tutta la durata del suo episcopato.
Gradualmente la persecuzione anticattolica perse il suo impeto e l'arcivescovo Richard O'Reilly (1787-1818) fu il primo arcivescovo a poter vivere dignitosamente, anche grazie al suo patrimonio personale. Nel 1793, dopo il Roman Catholic Relief Act 1793 che legittimò la gerarchia cattolica nel Regno d'Irlanda, pose la prima pietra della pro-cattedrale di San Pietro a Drogheda, una delle prime chiese cattoliche costruite dopo la Riforma protestante. Durante la cerimonia i protestanti di Drogheda si presentarono con la loro uniforme, armati di mazze e di spade, ma ad ogni modo la loro protesta fu respinta perché ormai il cattolicesimo era pienamente legittimo.
William Crolly (1835-1849) fu il primo arcivescovo dai tempi della riforma protestante che poté risiedere ad Armagh, e dette avvio alla costruzione della nuova cattedrale, i cui lavori durarono 60 anni. Paul Cullen celebrò un sinodo nazionale nel 1850, il primo da quello celebrato nel 1642. Nel 1856 fu istituito il nuovo capitolo della cattedrale, aperta al culto nel 1873 e solennemente consacrata il 24 luglio 1904 dal cardinale Vincenzo Vannutelli, legato speciale di papa Pio X. Si deve a Michael Logue, primo arcivescovo di Armagh a diventare cardinale (1887-1924), il completamento degli interni della cattedrale.

## Cronotassi degli arcivescovi
Si omettono i periodi di sede vacante non superiori ai 2 anni o non storicamente accertati.
- San Patrizio † (445 - 455 dimesso)
- San Benigno † (455 succeduto - 465 dimesso)
- Jarlath † (465 succeduto - 11 febbraio 482 deceduto)
- Cormac † (482 - 17 febbraio 497 deceduto)
- Duach I † (497 - 513 deceduto)
- Ailild I † (? - 13 gennaio 526 deceduto)
- Ailild II † (? - 1º luglio 536 deceduto)
- Duach II † (536 - 548 deceduto)
- David MacGuaire † (548 - 551 deceduto)
- Feidlimid Fin † (551 succeduto - 578 deceduto)
- Cairlan † (578 - 588 deceduto)
- Eochaid MacDermod † (588 - gennaio 598 deceduto)
- Senach † (598 - 610 deceduto)
- McLaisir † (610 - 2 settembre 623 deceduto)
- Thomian MacRenan † (623 - 10 gennaio 661 deceduto)
- Segon † (661 - 24 maggio 688 deceduto)
- Flan † (prima del 693 - 24 aprile 715 deceduto)
- Suibney † (715 - 21 giugno 730 deceduto)
- Congusa † (730 - 750 deceduto)
- Ceile Petrus † (750 - 758 deceduto)
- Ferdachry † (758 - 768 deceduto)
- Fendaloch † (768 - 771 dimesso)
- Dubdalethy † (778 - 793 deceduto)
- Ardilac † (793 - 794 deceduto)
- Cudiniscus † (794 - 798 deceduto)
- Conmach † (798 - 807 deceduto)
- Torbac MacGorman † (807 - 16 luglio 808 deceduto)
- Nuat MacSegene † (808 - 19 febbraio 812 deceduto)
- Flangus MacLoingle † (812 - 822 o 826 deceduto)
  - Artrigius † (822 - 833 deceduto) (illegittimo)
- Eugenius † (826 - 834 deceduto)
- Faranan † (? - 848 dimesso)
- Dermod O'Tigernach † (? - 852 deceduto)
- Factna † (852 - 6 ottobre 874 deceduto)
- Ainmire † (874 - 875 deceduto)
- Catasach MacRabartach † (875 - 883 deceduto)
- Maeloba MacCrumvail † (883 - 885 deceduto)
- Mael Brigid MacDornan † (886 - 22 febbraio 927 deceduto)
- Joseph † (927 - 936 deceduto)
- Malpatrick MacMaol Tule † (936 - 936 deceduto)
- Catasach MacDulgin † (? - 957 deceduto)
- Muiderach † (957 - 966 deposto?)
- Dubdaleth II † (966 - 2 giugno 998 deceduto)
- Murechan † (998 - 1001 dimesso)
- Melmurry † (? - 3 giugno 1020 deceduto)
  - Amalgaid † (1021 - 1050 deceduto) (laico)
  - Dubtalech † (? - circa 1064 dimesso) (laico)
  - Maelisa † (? - 24 dicembre 1091 deceduto) (laico e illegittimo)
  - Donald MacAmalgaid † (? - 12 agosto 1105 deceduto) (laico e illegittimo)
- San Cellach † (23 settembre 1106 - 1º aprile 1129 deceduto)
- San Malachias O'Morgair † (1134 - 1º o 2 novembre 1148 deceduto)
- Giolla Josa † (prima del 1152 - 27 marzo 1174 deceduto)
- Cornelius MacConcalede † (? - 1175 deceduto)
- Gilbert O'Caran † (1175 - 1180 deceduto)
- Thomas O'Conor † (1180 - 1184 dimesso)
- Maelisa O'Carrol † (1184 - 1184 deceduto)
- Amlave O'Murid † (? - 1185 deceduto)
- Thomas O'Conor † (circa 1186 - 1201 deceduto) (per la seconda volta)
- Eugene MacGillivider † (1202 - 1216 deceduto)
- Luke Netterville † (1217 - 17 aprile 1227 deceduto)
- Donatus O'Fidabra † (1227 - ottobre 1237 deceduto)
- Albert Suerbeer, O.P. † (30 settembre 1240 - 9 luglio 1247 nominato vescovo di Lubecca)
- Reginaldo da Bologna, O.P. † (28 ottobre 1247 - luglio 1256 deceduto)
- Abraham O'Connellan † (16 marzo 1257 - 21 dicembre 1260 deceduto)
- Patrick O'Scanlan, O.P. † (5 novembre 1261 - 16 marzo 1270 deceduto)
- Nicholas McMaelisa † (14 luglio 1270 - 10 maggio 1303 deceduto)
- Dionysius † (1303/1304 - ?)
- John Taaffe † (27 agosto 1306 - ? deceduto)
- Walter Joyce, O.P. † (6 agosto 1307 - 13 novembre 1311 deceduto)
- Roland Joyce, O.P. † (13 novembre 1311 - 22 agosto 1322 deposto)
- Stephen Seagrave † (16 marzo 1323 - 27 ottobre 1333 deceduto)
- David Mageraghty † (4 luglio 1334 - 16 maggio 1346 deceduto)
- Richard Fitz-Ralph † (31 luglio 1346 - 16 novembre 1360 deceduto)
- Milo Sweetman	† (29 ottobre 1361 - 11 agosto 1380 deceduto)
- John Colton † (1381 - 1404 dimesso)
- Nicholas Fleming † (11 novembre 1404 - dopo il 1416 deceduto)
- John Swayne † (10 gennaio 1418 - 27 marzo 1439 dimesso)
- John Prene † (27 marzo 1439 - giugno 1443 deceduto)
- John Mey † (26 agosto 1443 - 1456 deceduto)
- John Bole † (2 maggio 1457 - 18 febbraio 1471 deceduto)
- John Foxalls, O.F.M. † (16 dicembre 1471 - 1474 deceduto)
- Edmund Connesburgh † (5 giugno 1475 - novembre 1477 dimesso)
- Ottaviano Spinelli † (23 luglio 1478 - giugno 1513 deceduto)
- John Kite † (24 ottobre 1513 - 12 luglio 1521 nominato vescovo di Carlisle)
- George Cromer † (2 ottobre 1521 - 23 luglio 1539 deposto)
  - Robert Wauchope † (23 luglio 1539 - 1545 nominato arcivescovo) (amministratore apostolico)
- Robert Wauchope † (1545 - 10 novembre 1551 deceduto)
- George Dowdall, O.Cruc. † (1º marzo 1553 - 15 agosto 1558 deceduto)
- Donagh O'Tighe † (7 febbraio 1560 - 1562 deceduto)
- Richard Creagh † (22 marzo 1564 - 14 ottobre 1585 deceduto)
- Edmund MacGauran † (1º luglio 1587 - 15 febbraio 1594 deceduto)
  - Sede vacante (1593-1601)
- Peter Lombard † (9 luglio 1601 - 5 settembre 1625 deceduto)
- Hugh MacCawell, O.F.M.Obs. † (27 aprile 1626 - 22 settembre 1626 deceduto)
- Hugh O'Reilly † (21 agosto 1628 - febbraio 1653 deceduto)
  - Sede vacante (1653-1657)
- Edmund O'Reilly † (16 aprile 1657 - 8 marzo 1669 deceduto)
- Sant'Oliviero Plunkett † (3 agosto 1669 - 11 luglio 1681 deceduto)
  - Sede vacante (1681-1684)
- Dominic Maguire, O.P. † (12 gennaio 1684 - 27 settembre 1707 deceduto)
  - Sede vacante (1707-1715)
- Hugh McMahon † (5 luglio 1715 - 2 agosto 1737 deceduto)
- Bernard McMahon † (8 novembre 1737 - 27 maggio 1747 deceduto)
- Ross McMahon † (3 agosto 1747 - 29 ottobre 1748 deceduto)
- Michael O'Reilly † (23 gennaio 1749 - 19 aprile 1758 deceduto)
- Anthony Blake † (21 aprile 1758 - 29 novembre 1787 deceduto)
- Richard Reilly † (29 novembre 1787 succeduto - 31 gennaio 1818 deceduto)
- Patrick Curtis † (27 agosto 1819 - 24 luglio 1832 deceduto)
- Thomas Kelly † (24 luglio 1832 succeduto - 14 gennaio 1835 deceduto)
- William Crolly † (8 maggio 1835 - 6 aprile 1849 deceduto)
- Paul Cullen † (8 gennaio 1850 - 3 maggio 1852 nominato arcivescovo di Dublino)
- Joseph Dixon † (4 ottobre 1852 - 29 aprile 1866 deceduto)
- Michael Kieran † (23 novembre 1867 - 16 settembre 1869 deceduto)
- Daniel McGettigan † (11 marzo 1870 - 3 dicembre 1887 deceduto)
- Michael Logue † (3 dicembre 1887 succeduto - 19 novembre 1924 deceduto)
- Patrick Joseph O'Donnell † (19 novembre 1924 succeduto - 22 ottobre 1927 deceduto)
- Joseph MacRory † (22 giugno 1928 - 13 ottobre 1945 deceduto)
- John Francis D'Alton † (13 aprile 1946 - 1º febbraio 1963 deceduto)
- William John Conway † (9 settembre 1963 - 17 aprile 1977 deceduto)
- Tomás Ó Fiaich † (18 agosto 1977 - 8 maggio 1990 deceduto)
- Cahal Brendan Daly † (6 novembre 1990 - 1º ottobre 1996 ritirato)
- Seán Baptist Brady (1º ottobre 1996 succeduto - 8 settembre 2014 ritirato)
- Eamon Martin, succeduto l'8 settembre 2014

## Statistiche
L'arcidiocesi nel 2023 su una popolazione di 386.000 persone contava 240.000 battezzati, corrispondenti al 62,2% del totale.
| anno | popolazione | popolazione | popolazione | presbiteri | presbiteri | presbiteri | presbiteri                | diaconi | religiosi | religiosi | parrocchie |
| anno | battezzati  | totale      | %           | numero     | secolari   | regolari   | battezzati per presbitero | diaconi | uomini    | donne     | parrocchie |
| ---- | ----------- | ----------- | ----------- | ---------- | ---------- | ---------- | ------------------------- | ------- | --------- | --------- | ---------- |
| 1950 | 132.100     | 203.050     | 65,1        | 266        | 176        | 90         | 496                       |         | 168       | 440       | 55         |
| 1959 | 138.913     | 209.501     | 66,3        | 300        | 183        | 117        | 463                       |         | 222       | 728       | 55         |
| 1970 | 146.573     | 224.953     | 65,2        | 275        | 171        | 104        | 532                       |         | 220       | 609       | 56         |
| 1980 | 175.700     | 267.968     | 65,6        | 270        | 155        | 115        | 650                       |         | 33        | 203       | 58         |
| 1990 | 193.644     | 286.553     | 67,6        | 285        | 149        | 136        | 679                       |         | 196       | 408       | 60         |
| 1999 | 205.532     | 309.012     | 66,5        | 234        | 153        | 81         | 878                       |         | 122       | 373       | 61         |
| 2000 | 208.567     | 314.048     | 66,4        | 240        | 155        | 85         | 869                       |         | 124       | 365       | 61         |
| 2001 | 209.361     | 317.200     | 66,0        | 231        | 151        | 80         | 906                       |         | 121       | 362       | 61         |
| 2002 | 217.234     | 323.678     | 67,1        | 226        | 149        | 77         | 961                       |         | 113       | 351       | 61         |
| 2003 | 207.571     | 304.195     | 68,2        | 224        | 149        | 75         | 926                       |         | 107       | 340       | 61         |
| 2004 | 215.912     | 323.544     | 66,7        | 192        | 137        | 55         | 1.124                     |         | 85        | 263       | 61         |
| 2006 | 221.395     | 326.945     | 67,7        | 190        | 138        | 52         | 1.165                     |         | 81        | 255       | 61         |
| 2012 | 227.950     | 334.751     | 68,1        | 186        | 125        | 61         | 1.225                     |         | 74        | 286       | 61         |
| 2015 | 234.057     | 327.246     | 71,5        | 189        | 124        | 65         | 1.238                     | 10      | 76        | 297       | 61         |
| 2018 | 242.860     | 348.000     | 69,8        | 173        | 118        | 55         | 1.403                     | 14      | 62        | 266       | 61         |
| 2020 | 267.400     | 374.132     | 71,5        | 162        | 112        | 50         | 1.650                     | 14      | 61        | 235       | 61         |
| 2022 | 239.229     | 403.539     | 59,3        | 155        | 107        | 48         | 1.543                     | 14      | 58        | 230       | 61         |
| 2023 | 240.000     | 386.000     | 62,2        | 156        | 105        | 51         | 1.538                     | 17      | 58        | 206       | 61         |